# Flat (Alaska)
Flat es un lugar designado por el censo situado en el área censal de Yukón–Koyukuk en el estado estadounidense de Alaska. Según el censo de 2010 no tenía habitantes.

## Historia

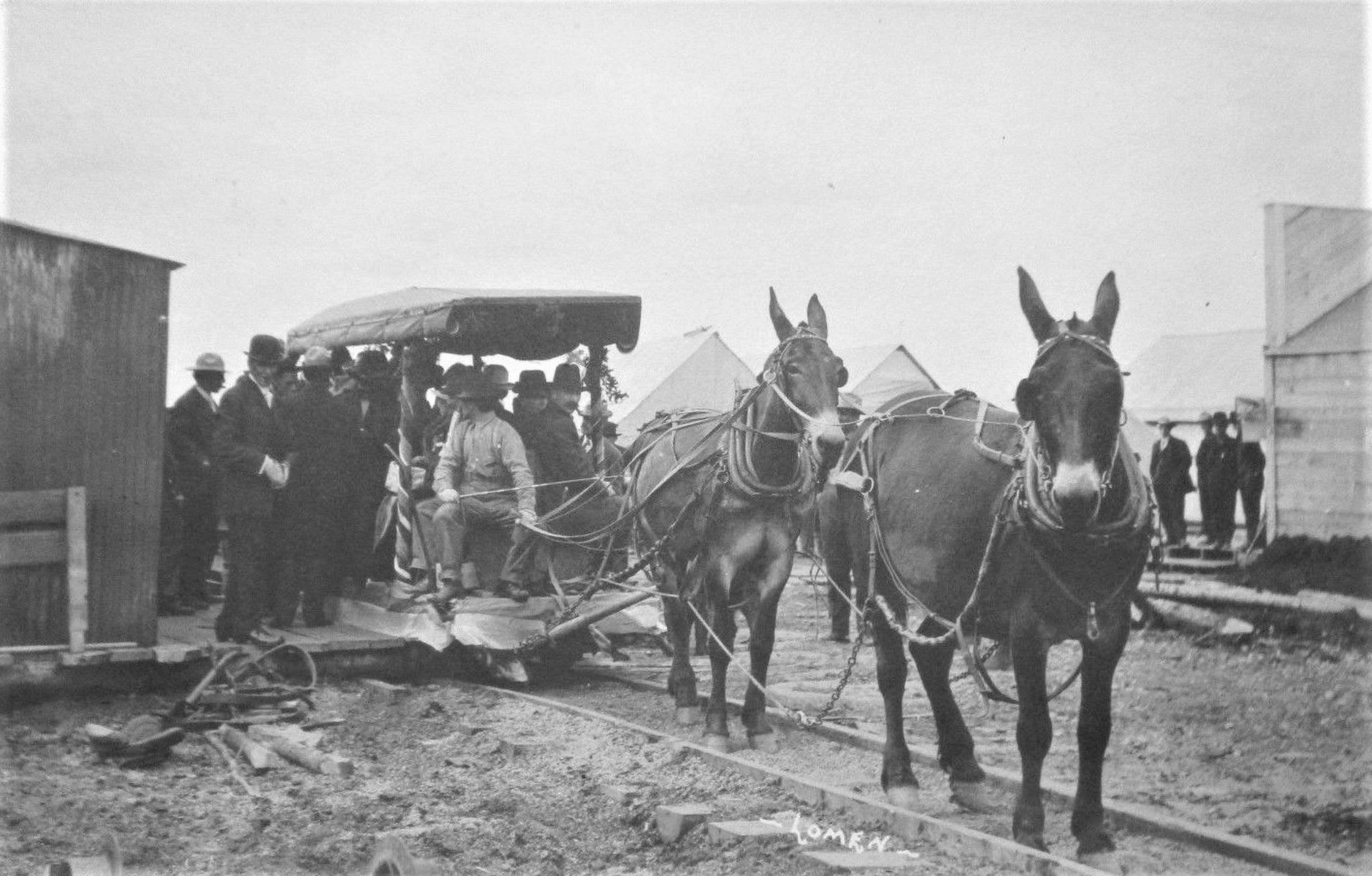
Tranvía a Flat City, Alaska

Dos buscadores, John Beaton y W.A. Dikerman, descubrieron oro en Otter Creek el 25 de diciembre de 1908. Algunos mineros se unieron a partir de 1909 y construyeron un pequeño campamento que denominaron Flat City. Con el descubrimiento de otros filones en 1910, llegaron más buscadores, y la ciudad comenzó a crecer hasta alcanzar los 6 000 habitantes en 1914. Se abrió una escuela, dos tiendas, un hotel, una lavandería, una prisión, un restaurante y una conexión telefónica. Sin embargo, con el agotamiento de los filones, la población de la ciudad se redujo a 124 personas en 1930, hasta perder todos sus habitantes en el censo de 2010. La localidad tuvo su propia oficina de correos hasta 2000.

## Localidades adyacentes
El siguiente diagrama muestra a las localidades más próximas a Flat.